# Caterina Miquela d'Àustria
Caterina Miquela d'Àustria (Madrid, 10 d'octubre de 1567—Torí, 7 de desembre de 1597) va ser una infanta d'Espanya de la Casa d'Àustria amb el tractament d'altesa reial que contragué matrimoni el 1585 amb el duc Carles Manuel I de Savoia.

## Primers anys
Va néixer a Madrid el 10 d'octubre de 1567. Era filla del rei Felip II d'Espanya i de la seva segona esposa, Isabel de Valois, i era neta, per via paterna, de l'emperador Carles V i d'Isabel de Portugal, i d'Enric II de França i de Caterina de Mèdici, per la materna. El seu oncle, Joan d'Àustria, la va portar fins a la pila baptismal.
Va rebre una bona educació, com la seva germana Isabel Clara Eugènia, de la seva institutriu María Enríquez, duquessa d'Alba, de la seva tia Joana d'Àustria, resident en el convent de les Descalces Reials de Madrid, i d'Anna d'Àustria, quarta esposa del seu pare.

## Consort de Savoia
El 18 de març de 1858, amb disset anys, va casar-se amb el duc Carles Manuel I de Savoia a la catedral de Saragossa, en una cerimònia que va comptar amb l'assistència d'una nombrosa concurrència, inclosa la del monarca espanyol. En arribar a Torí, el cerimonial tradicional savoià es va adaptar a la infanta espanyola i es van prendre costums de la cort de Madrid, tant en els gestos com les aparences.
Al llarg de la seva vida mantingué una excel·lent relació amb el seu pare i la seva germana, la infanta Isabel Clara Eugènia d'Espanya. Felip II sentí devoció per la seva tercera esposa, la princesa Isabel de Valois i les dues filles, Caterina Micaela i Isabel Clara Eugènia, que hi tingué.
Va morir de sobrepart quan va donar llum a Joana, el 7 de desembre de 1597, amb trenta anys.

## Descendència
Del matrimoni amb Carles Manuel de Savoia va tenir:
- SAR el príncep Felip de Savoia, nat el Torí el 1586 i mort el 1605.

- SAR el duc Víctor Amadeu I de Savoia, nat a Torí el 1587 i mort el 1637 a Torí.

- SAR el príncep Filibert Manuel de Savoia, nat el 1588 a Torí i mort el 1624 a Torí.

- SAR la princesa Margarida de Savoia, nada el 1589 a Torí i morta el 1612 a Màntua. Es casà amb el duc Francesc IV Gonzaga.

- SAR la princesa Elisabet de Savoia, nada el 1591 a Torí i morta el 1626 a Torí. Es casà amb el duc Alfons III d'Este

- SAR el príncep Maurici de Savoia, nat el 1593 a Torí i mort el 1657.

- SAR el príncep Tomàs Francesc de Savoia-Carignano, nat el 1596 a Torí i mort el 1656 a Torí. Es casà amb la princesa Maria de Borbó-Soissons.
- Joana (1597)